# 大球蓋菇
大球蓋菇（學名：Stropharia rugosoannulata）俗稱酒蓋球蓋菇（wine cap stropharia）、花園巨人（garden giant）、勃艮第蘑菇（burgundy mushroom）、哥斯拉蘑菇（godzilla mushroom）、以球蓋菇王（king stropharia）、赤松茸，是屬於球盖菇科的一種真菌品種，廣泛地分佈於歐洲和北美洲。

## 外貌
大球蓋菇屬於中型真菌，其高度可以達20厘米。大球蓋菇的菌蓋呈凹凸狀至扁平狀，顏色為紅褐色，直徑約為30厘米。因為其在同類真菌中的巨大體形，所以得到「花園巨人」、「哥斯拉蘑菇」和「球蓋菇王」的綽號。大球蓋菇的菌褶在早期呈蒼白色，中期呈灰色，晚期呈暗紫褐色。大球蓋菇的菌肉非常穩固，其顏色為白色。大球蓋菇的菌柄較高，且有一個呈皺紋狀的菌環。其學名「rugosoannulata」是取名自其菌環，意思是「環狀皺紋」。
大球蓋菇廣泛地分佈於歐洲和北美洲，並在近代被引入新西蘭。於夏季和秋季，大球蓋菇經常出現在木屑和樹皮上，並且很容易被發現。

## 可食性與種植
與其他球盖菇属品種不同，大球蓋菇被廣泛地視為味道理想的食用菌，經常被用作煮食。
部份食評家將大球蓋菇描述為非常可口，且它們亦易於種植。只要將它們種在類似木頭的媒質上，它們就會自然生長。大球蓋菇的常見食用方式為用黃油煎或燒烤。
在真菌學家保罗·史塔曼兹的書《Mycelium Running》中，克里斯蒂安·皮施進行了一個研究。該研究顯示將大球蓋菇和玉米放在一起種植時，會有助提高玉米的產量，並提升玉米的質素。歷史上也有將大球蓋菇和玉米放在一起種植的紀錄。
於2006年，由期刊《應用與環境微生物學》（Applied and Environmental Microbiology）發表的一項研究顯示，大球蓋菇是能夠攻擊线虫动物门的全齿复活线虫。透過生產獨特的刺狀細胞棘紅細胞，大球蓋菇能夠固定和消化全齿复活线虫。

### 延伸閱讀
- Phillips, Roger. . Little, Brown & Co. 1991. ISBN 0-316-70613-2.
- Zadrazil, Frantisek and Joachim Schliemann: "Ein Beitrag zur Ökologie und Anbautechnik von Stropharia rugosoannulata (Farlow ex Murr.)" in: Der Champignon Nr.163, March 1975